# Am I Not Your Girl?
Am I Not Your Girl? è il terzo album della cantante irlandese Sinéad O'Connor, pubblicato il 22 settembre 1992.
È una raccolta di cover, in particolare di jazz standard, dunque molto diverso rispetto a I Do Not Want What I Haven't Got, il disco che aveva reso celebre la cantante due anni prima, e rispetto al quale ottiene un successo decisamente inferiore.

## Tracce
1. Why Don't You Do Right? – 2:30
2. Bewitched, Bothered and Bewildered – 6:15 (Lorenz Hart, Richard Rodgers)
3. Secret Love – 2:56 (Paul Francis Webster, Sammy Fain)
4. Black Coffee – 3:21 (Paul Francis Webster, Sonny Burke)
5. Success Has Made a Failure of Our Home – 4:29 (J. Mullins;  Sinéad O'Connor)
6. Don't Cry for Me Argentina – 5:39 (Andrew Lloyd Webber, Tim Rice)
7. I Want to Be Loved by You – 2:45 (Bert Kalmar; Herbert Stothart, Jimmy Reed)
8. Gloomy Sunday – 3:56 (László Jávor; Rezsö Seress, Sam M. Lewis)
9. Love Letters – 3:07 (Edward Heyman, Victor Young)
10. How Insensitive – 3:28 (Edward Heyman, Victor Young)
11. Scarlet Ribbons – 4:14 (Evelyn Danzig, Jack Segal)
12. Don't Cry for Me Argentina (Strumentale) – 5:10
13. Traccia nascosta – 2:00